# Melitaea infernalis
Melitaea infernalis är en fjärilsart som beskrevs av Grum-grshimailo 1891. Melitaea infernalis ingår i släktet Melitaea och familjen praktfjärilar. Inga underarter finns listade i Catalogue of Life.